# غرشوم شوليم
غرشوم شوليم (بالعبرية: גֵרְשׁׂם שָׁלוֹם) (5 ديسمبر 1897 - 21 فبراير 1982) هو فيلسوف ومؤرخ إسرائيلي ألماني المولد. يعتبر على نطاق واسع مؤسس الدراسة الأكاديمية الحديثة للقبالة. وكان أول أستاذ للتصوف اليهودي بالجامعة العبرية في القدس. كان من بين أصدقائه المقربين والتر بنيامين وليو شتراوس، وقد نُشرت مختارات من مراسلاته مع هؤلاء الفلاسفة.
يُعرف شوليم بمجموعة محاضراته، الاتجاهات الرئيسة في التصوف اليهودي (1941) وكتابه عن سيرة حياة  شبتاي تسفي، المسيح الصوفي (1957). ساعدت خطبه ومقالاته التي جُمِعت ونُشرت تحت عنوان عن القبالة ورمزيتها (1965) على نشر المعرفة بالتصوف اليهودي بين اليهود وغير اليهود.

## سيرته الشخصية
ولد غيرهارد (غيرشوم) شوليم في برلين لأرثر شوليم وبيتي هيرش شوليم، وكان والده طبّاعًا. درس العبرية والتلمود على يد حاخام أرثوذكسي.
التقى شوليم والتر بنيامين في ميونيخ عام 1915، عندما كان في 17 من عمره ووالتر في الثالثة والعشرين. بدأا صداقة مدى الحياة انتهت بانتحار بنيامين عام 1940 في أعقاب الاضطهاد النازي. أهدى شوليم كتابه الاتجاهات الرئيسة في التصوف اليهودي المستند على محاضراته 1938-1957، إلى بنيامين. في عام 1915 التحق شوليم بجامعة فريدريك ويليام في برلين (جامعة هومبولت حاليًا)، حيث درس الرياضيات والفلسفة واللغة العبرية. التقى هناك مارتن بوبر، وشموئيل يوسف عجنون، وحاييم نعمان بياليك، وآحاد هعام، وزلمان شازار.
في برلين، تصادق شوليم مع ليو شتراوس وتواصل معه طوال حياته. درس المنطق الرياضي على يد غوتلب فريجة في جامعة ينا. كان مع بنيامين في برن عام 1918 عندما التقى إلسا (إيشا) بورتشهارد، التي أصبحت زوجته الأولى. عاد شوليم إلى ألمانيا عام 1919، حيث حصل على شهادة في اللغات السامية من جامعة لودفيغ ماكسيميليان في ميونيخ. أسس مع بنيامين مدرسة وهمية؛ جامعة موري.
وضع شوليم أطروحته للدكتوراه على أقدم نص معروف للكابالا، سفر ها-باهير (السفر الباهر).
لانجذابه إلى الصهيونية وتأثره ببوبر، هاجر شوليم عام 1923 إلى الانتداب البريطاني على فلسطين. أصبح أمين مكتبة، وفي نهاية المطاف رئيس قسم اللغة العبرية واليهودية في المكتبة الوطنية. كان شقيقه فيرنر عضوًا في «مجموعة فيشر ماسلو» اليسارية المتطرفة وأصغر عضو على الإطلاق في الرايخستاغ، ممثلًا عن الحزب الشيوعي الألماني (كيه بّي دي) في البرلمان الألماني. وقد طُرِد من الحزب وقتله النازيون في وقت لاحق خلال الرايخ الثالث. كان غيرشوم شوليم، على عكس شقيقه، معارضًا بشدة لكل من الشيوعية والماركسية. في عام 1936، تزوج من زوجته الثانية، فانيا فرويد.
توفي شوليم في القدس، حيث دُفن بجوار زوجته في مقبرة سانهدريا. ألقى يورغن هابرماس خطاب التأبين.

## روابط خارجية
- غرشوم شوليم على موقع الموسوعة البريطانية (الإنجليزية)
- غرشوم شوليم على موقع مونزينجر (الألمانية)
- غرشوم شوليم على موقع ميوزك برينز (الإنجليزية)
- غرشوم شوليم على موقع إن إن دي بي (الإنجليزية)
- غرشوم شوليم على موقع ديسكوغز (الإنجليزية)